# 渡部剛己
渡部 剛己（わたべ ごうき、1987年9月25日 - ）は、愛知県を拠点として活動する日本の舞台演出家。
体現帝国主宰。2013年から2016年まで演劇実験室◎万有引力に俳優として所属。日本演出者協会会員。
利賀演劇人コンクール2016で、優秀演出家賞を受賞。

## 来歴
愛知県名古屋市出身。滝高等学校へ進学。その後、名古屋造形大学アートプロデュースコース在学中に体現帝国を旗揚げして、演出兼俳優として活動する。大学卒業後、体現帝国の活動を休止し演劇実験室◎万有引力に所属する。
現在（2024年1月時点）は、体現帝国にて演出家として活動している。

## 主な作品

### 演出
- 2016年7月 - 「近代能楽集・班女[1]」作：三島由紀夫（利賀演劇人コンクール2016[2]）
- 2019年9月 - 「しっぽをつかまれた欲望[3]」作：パブロ・ピカソ（あいちトリエンナーレ2019）
- 2020年1月 - 「障子の国のティンカーベル[4]」作：野田秀樹
- 2022年11月 - 「夢の肉弾三勇士[5]」原作：流山児祥　脚色：鹿目由紀（七ツ寺共同スタジオ50周年記念公演）
- 2023年9月 - 「奴婢訓」作：寺山修司 （寺山修司没後40年記念認定事業）

### 美術
- 2018年 - 映画『回転てん子とどりーむ母ちゃん[6]』（監督：山中瑶子）

### 振付
- 2017年 - 『弁当内戦争[7]』（監督：菅野陽奈子）